# هينري وود
السير هنري جوزيف وود وسام رفقاء الشرف (3 مارس 1869 - 19 أغسطس 1944) كان مايسترو إنجليزي اشتهر بارتباطاته سلسلة حفلات المنتزة السنوية في لندن و المعروفة بأسم الحفلات الراقصة، و ارتبط معهم لما يقارب  نصف قرن، قدم مئات الأعمال للجماهير البريطانية. بعد وفاته الحفل تم تغير اسمه رسميا لتكريمه لأسم «حفلات هنري وود المنتزهية» رغم ذلك واصل الحفلات بشكل عام تعرف بأسم الحفلات الراقصة.

## بيوغرافيا

### السنوات الأولى
وود ولد في شارع أكسفورد في لندن و كان الولد الوحيد لهنري جوزيف وود و زوجته مارثا 

### الحرب العالمية الأولى وبعد الحرب

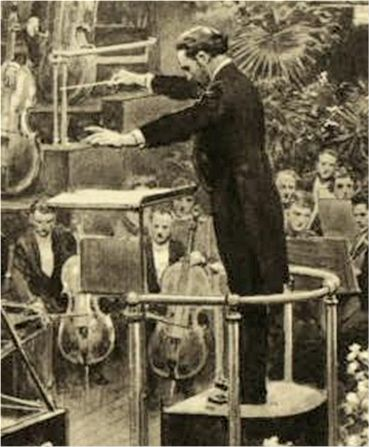
وود في 1922

بعد الحرب، الحفلات الراقصة أستمرت كما كانت في السابق 

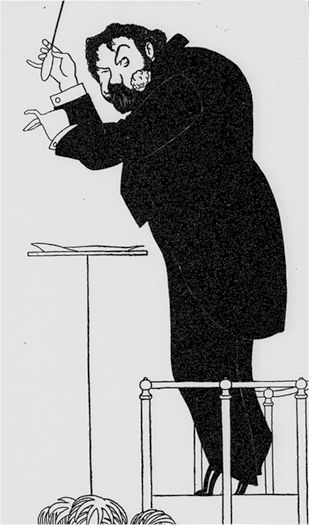
رسمة كاريكاتورية لوود في 1922

## العروض الأولى

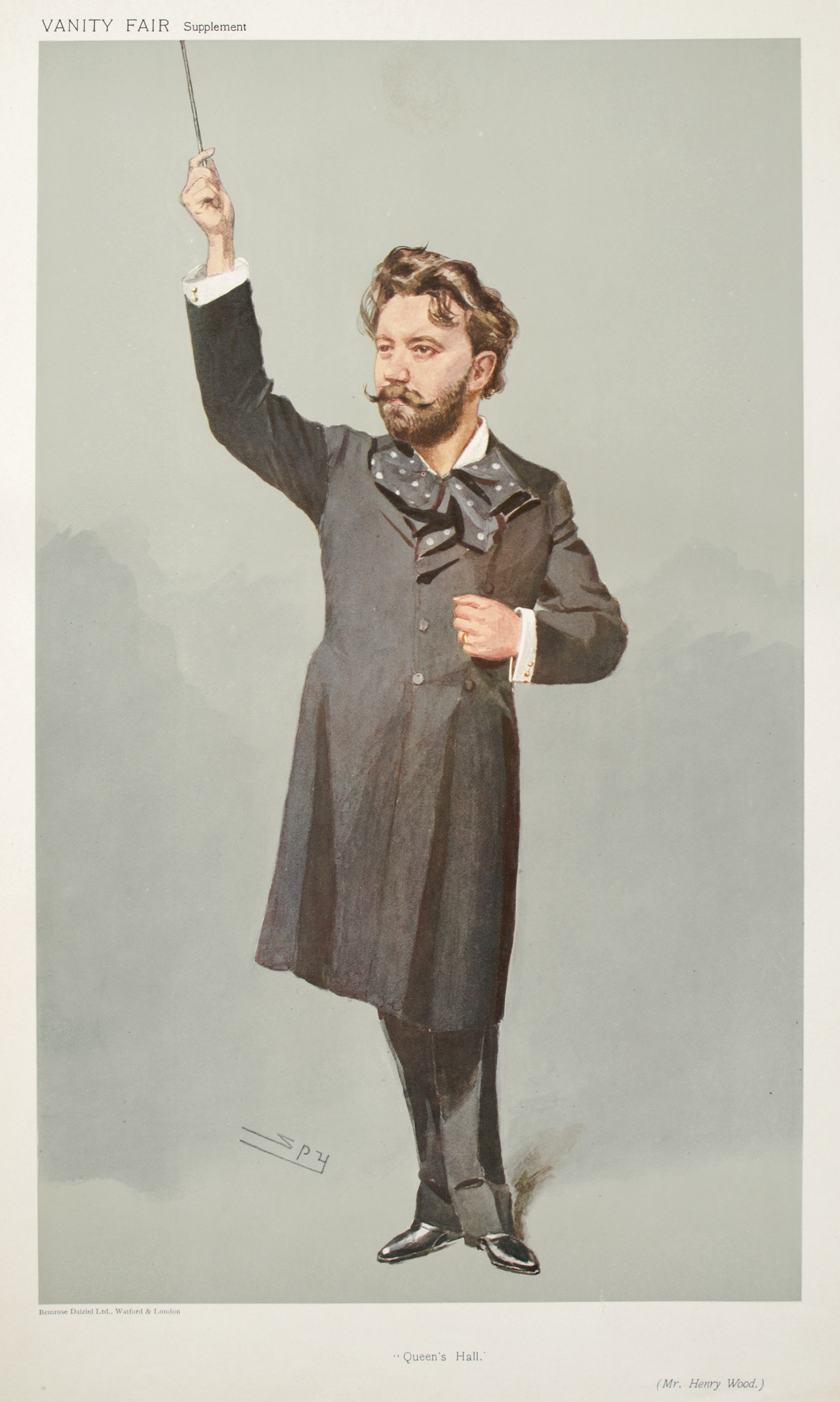
شكل كاريكاتوري لوود, قام به سباي لمجلة فانتي فاير, 1907

## التكريمات و الذكريات و السمعة

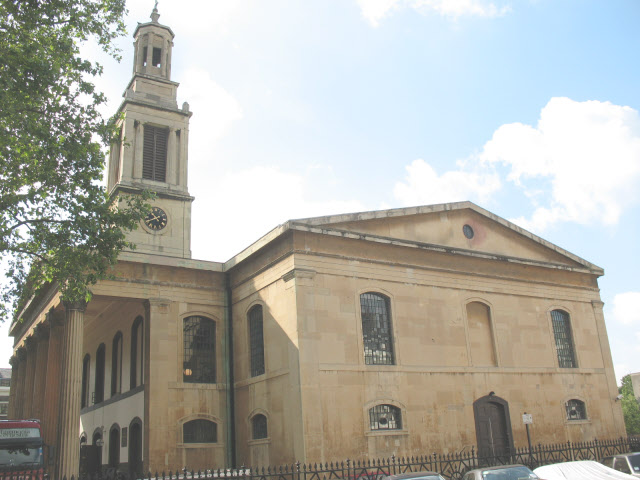
قاعة هنري وود في ساوثوورك

## وصلات خارجية
- هينري وود على موقع IMDb (الإنجليزية)
- هينري وود على موقع الموسوعة البريطانية (الإنجليزية)
- هينري وود على موقع ميوزك برينز (الإنجليزية)
- هينري وود على موقع ديسكوغز (الإنجليزية)
- هينري وود على موقع قاعدة بيانات الفيلم (الإنجليزية)